# Кирхцартен
Кирхцартен (нем. Kirchzarten) — община в Германии, в земле Баден-Вюртемберг. 
Подчиняется административному округу Фрайбург. Входит в состав района Брайсгау — Верхний Шварцвальд.  Население составляет 9770 человек (на 31 декабря 2010 года). Занимает площадь 21,14 км².

## Известные уроженцы и жители
- Конрад Лехнер (нем. Konrad Lechner) (1911-1989), немецкий композитор, дирижёр, виолончелист, виолист и блокфлейтист.